# سوتا ساتو
سوتا ساتو (باليابانية: 佐藤 颯汰) (مواليد 21 أبريل 1999) هو لاعب كرة قدم ياباني.

## وصلات خارجية
- سوتا ساتو على موقع رابطة كرة القدم اليابانية للمحترفين (اليابانية)
- سوتا ساتو على موقع قاعدة بيانات كرة القدم.إي يو (الإنجليزية)
- سوتا ساتو على موقع Soccerway.com (الإنجليزية)
- سوتا ساتو على موقع عالم كرة القدم.نت (الإنجليزية)